# Immigratie

Nettomigratiepercentages per 1.000 mensen in 2023. Netto reizen mensen van rodere landen naar blauwere landen.

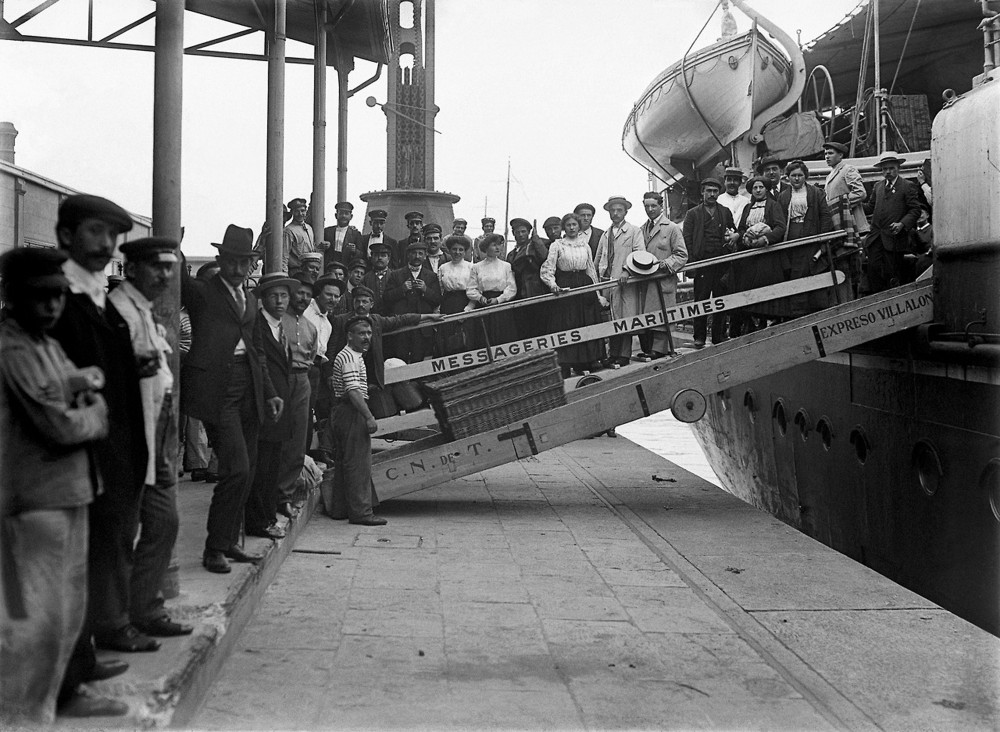
Europese immigranten die per schip aankomen in Argentinië

Immigratie is het zich vestigen in een ander land of gebied. Een immigrant is een inkomend landverhuizer. In tegenstelling tot een toevallige bezoeker of reiziger wenst een immigrant zich voor langere tijd in het land te vestigen. De immigratie betekent "in-migratie" in een land, en is het omgekeerde van emigratie, hetgeen "weg-migratie" betekent.
Om de instroom van immigranten sociaal-economisch in goede banen te leiden ontwikkelt elk land zijn eigen migratiebeleid. Dit beleid bepaalt hoe het land omgaat met de immigranten, hoeveel er worden toegelaten en aan welke eisen iemand moet voldoen om het land binnen te mogen.

## Redenen voor immigratie
In het algemeen worden mensen beschouwd als immigrant als zij meer dan een jaar in het nieuwe land blijven. Mensen immigreren om verschillende redenen:
- in verband met hun beroep
- politieke motieven
- economische motieven
- vervolging
- sentimentele motieven (dat wil zeggen, de persoonlijke voorkeur om zich in een bepaald land te vestigen)
- familiehereniging
- psychologische motieven (zoals meer rust, minder drukte)

Vaak zijn de redenen om te migreren niet eenduidig. Er kunnen immers meerdere oorzaken aan de basis liggen van de wens om te migreren. Zo kan oorlog bijvoorbeeld de eigenlijke oorzaak zijn van economische problemen die een individu doen zoeken naar een beter economisch bestaan, kan ook familie-hereniging economisch gemotiveerd zijn of kan het sentiment ervoor zorgen dat men specifiek op zoek gaat naar een baan in een bepaald land.

### Vluchtelingen
Een specifieke groep immigranten zijn vluchtelingen. Op basis van het asielrecht kunnen zij een verblijfsvergunning aanvragen in het land waarheen zij wensen te emigreren. Veel westerse landen verlenen asielzoekers enkel politiek asiel. Dat wil zeggen dat bij de asielaanvraag economische motieven van vluchtelingen niet in aanmerking worden genomen, maar enkel politieke vervolging of oorlogsgeweld.

## Economische impact volgens wetenschappelijk onderzoek
Uit een enquête onder Europese economen blijkt een consensus dat vrijer verkeer van mensen om te wonen en te werken over de grenzen heen binnen Europa de gemiddelde Europeaan beter af maakt. De economen steunen ook het idee dat immigratie laaggeschoolde Europeanen niet slechter af heeft gemaakt. Volgens David Card, Christian Dustmann en Ian Preston "suggereren de meeste bestaande onderzoeken naar de economische gevolgen van immigratie dat deze gevolgen klein zijn en gemiddeld ten goede komen aan de autochtone bevolking". Een overzicht van de bestaande literatuur van de auteurs Örn B Bodvarsson en Hendrik Van den Berg komt tot de conclusie dat "uit een vergelijking van het bewijs uit alle studies... duidelijk maakt dat er, op enkele uitzonderingen na, geen sterke statistische ondersteuning is voor de mening van veel mensen dat immigratie een negatief effect zou hebben op de autochtone werknemers in het land van bestemming".
Volgens onderzoek van de KU Leuven zou een vrijere migratie het wereldinkomen of bruto mondiaal product met 10% tot 100% kunnen verhogen.

## Nationale reacties op immigratie
Immigratie is in heel wat landen een controversiële kwestie. Verschillende staten houden zich dan ook het recht voor immigratie te beperken. Vaak wordt dit gerechtvaardigd op economische gronden met als argument dat immigratie geld kost aan de sociale zekerheid, dit terwijl volgens wetenschappelijk onderzoek immigratie netto net geld opbrengt (immigranten zorgen voor meer belastingsopbrengsten dan dat er kosten zijn voor de sociale zekerheid). Soms is de rechtvaardiging voor het beperken van immigratie cultureel/identitair. De laatstgenoemde wordt het sterkst gehoord in homogene Europese naties waar het burgerschap lang aan een persoon gebonden werd en die diepe historische wortels heeft. De West-Europese naties, Japan, en andere landen vragen zich weleens af wat immigratie voor gevolgen heeft voor hun nationale cultuur, vooral wanneer veel immigranten van een andere cultuur afkomstig zijn.
De immigratie in Europese landen heeft een lange traditie, hoewel tot de jaren 70 en de jaren 80 de niveaus vrij bescheiden waren. De latere groei van immigratie heeft geleid tot de ontwikkeling van politieke partijen in Europa die zich vooral profileren op het beperken van immigratie. In Hongkong is de bevolkingstoename toe te schrijven aan nieuwe immigranten van vasteland van China, terwijl de natuurlijke groei negatief is.
Begin 21ste eeuw moedigen vijf landen in de wereld actief, maar wel selectief, immigratie aan: De Verenigde Staten, Israël, Canada, Nieuw-Zeeland, en Australië. Deze naties beperken wel het aantal immigranten, maar in het grootste deel van deze landen (exclusief de Verenigde Staten) is de bevolkingstoename bijna volledig toe te schrijven aan het vrij hoge niveau van immigratie. Veel andere landen laten immigratie in bijzondere gevallen toe, bijvoorbeeld om vacatures te vervullen waarvoor de vaardigheid niet plaatselijk beschikbaar is, voor rijke investeerders of bedrijfsleiders, in gevallen van huwelijk, veelvoudig burgerschap of asiel, of in het kader van multilaterale overeenkomsten zoals binnen de Europese Unie of tussen Nieuw-Zeeland en Australië.
Migratie binnen een staat met grote interne diversiteit (bijvoorbeeld India, Indonesië) kan tot vergelijkbare spanningen leiden als migratie over staatsgrenzen heen.

## Verschillende perspectieven op immigratie
Sommige vrije-markt-liberalen zijn voorstander van een vrije globale arbeidsmarkt zonder beperkingen op immigratie, omdat dit volgens wetenschappelijk onderzoek de globale welvaart sterk zal doen verhogen. Andere menen dat zolang er nog grote verschillen zijn tussen hoge- en lagelonenlanden, immigratie slechts op basis van invitatie zou moeten plaatsvinden (door middel van een particulier of corporate contract). Eveneens zijn er anarchisten die geloven de nationale grenzen niet legitiem zijn. Aan de tegenovergestelde kant van de kwestie zijn er nationalisten die voorstellen grenzen te bewaken en een protectionistische en gesloten arbeidsmarkt verkiezen, en xenofoben die de aanwezigheid van vreemdelingen vrezen.
Sommige naties, zoals Japan, staan weinig of geen immigratie toe, met als argument dat 'Japan een homogene samenleving heeft', wat men kennelijk het liefst zo wil houden. Traditioneel gezien houdt Japan zijn arbeidsimmigranten aan hun tijdelijke contracten en eist of verzorgt het land de terugkeer van deze mensen naar hun land van herkomst. Japan zoekt echter wegens zijn dreigende bevolkingskrimp landen met een vergelijkbare cultuur om zijn bevolking enigszins aan te vullen; zo nodigde de Japanse regering in 2010 Turkse burgers uit om zich permanent te vestigen in het land, om zo de achteruitgang van de Japanse industrie te voorkomen. In landen die immigratie toestaan is er meningsverschil over de aantallen, het beleid, en de implementatie.